# Farol de Pinda
O Farol de Pinda, é um farol moçambicano localizado nas terras altas de Nangata, na ponta sul da Baía de Memba, a sudeste da cidade e distrito de Memba, na província de Nampula.
Torre cilindrica em alvenaria, pintada com bandas pretas e brancas, com lanterna vermelha, com 31 metros de altura. Tem um edifício para faroleiros construído à sua volta, pintado de branco.
Destina-se essencialmente a defender a navegação dos bancos de areia de Pinda, servindo ainda para ajuda na entrada do porto de Memba.

## História
Este foi o farol construído mais a norte pelo governo colonial durante o tempo em que a Companhia do Niassa exerceu o seu contolo na província de Cabo Delgado, que terminou em 1929.

## Outras informações
- Operacional: Sim
- Acesso: Caminhando desde a praia.
- Aberto ao público: Só área envolvente.
- Nº Nacional:
- Nº Internacional: D-6618;
- Nº NGA: 31604
- Nº ARLHS: MOZ-011